# Escadron (Gendarmerie nationale française)
Pour les articles homonymes, voir escadron.
L'escadron est un type de formation que l'on trouve dans les deux principales subdivisions de la Gendarmerie nationale  : la gendarmerie départementale et la gendarmerie mobile .
Dans la hiérarchie des unités, l'escadron est l'équivalent de la compagnie, comme dans l'armée de terre, mais, contrairement à cette dernière, la Gendarmerie utilise souvent les deux types d'unités au sein de la même subdivision (voir ci-dessous). 
Dans la gendarmerie mobile et la garde républicaine, un escadron regroupe environ cent dix personnes. Dans la gendarmerie départementale, l'effectif des escadrons départementaux de sécurité routière dépend de la taille du département d'implantation et de l'importance de son réseau routier et autoroutier. 
Placé sous le commandement d'un capitaine ou d'un chef d'escadron, un escadron est subdivisé en pelotons .
L'échelon supérieur est un groupement dans la gendarmerie départementale ou la gendarmerie mobile. Dans la garde républicaine, c'est un régiment.

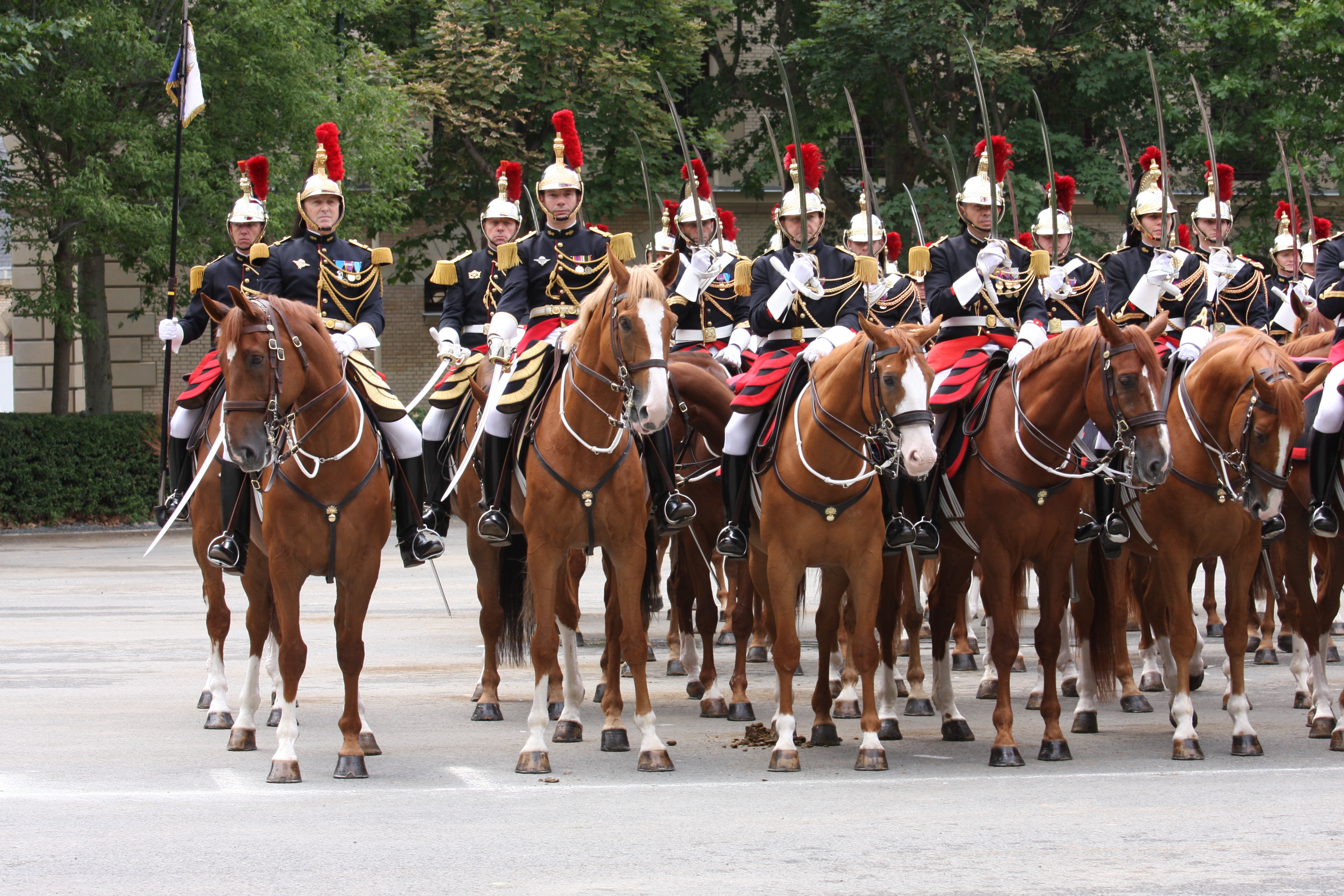
Escadron de cavalerie de la garde républicaine

## Escadrons et compagnies dans la gendarmerie
La Gendarmerie, comme l'Armée de terre, comporte des escadrons et des compagnies mais alors que, dans l'Armée de terre, l'escadron est une unité appartenant aux armes dites « à cheval » et la compagnie une unité appartenant aux armes dites « à pied », dans la Gendarmerie, cette règle n'est pas toujours respectée.
En effet, si les grades de la Gendarmerie sont bien ceux des armes dites "à cheval" (par exemple chef d'escadron ou maréchal des logis-chef), la gendarmerie départementale, bien qu'elle en porte les galons blancs (argentés), comprend surtout des compagnies alors que la gendarmerie mobile, qui porte les galons jaunes (dorés) des armes dites " à pied ", comprend des escadrons. Quant à la garde républicaine, toutes ses unités - y compris ses escadrons - portent les couleurs des armes à pied. 
Mais l’étude de l’historique de l'Arme montre que les compagnies de la gendarmerie départementale étaient, lors de leur formation, des subdivisions d’escadrons (comme c'était le cas sous l’Ancien Régime) et que les escadrons de la gendarmerie mobile étaient à l’origine des compagnies !

## Rappel historique
Lors de sa création en 1791, la gendarmerie départementale est organisée en divisions, départements et compagnies. En 1801, elle est réorganisée en légions, escadrons et compagnies  mais la subdivision intermédiaire constituée par l’escadron est supprimée une première fois en 1810 puis rétablie, puis de nouveau supprimée en 1817. Jusqu'en 1958, la compagnie correspondait à l'échelon départemental (aujourd'hui c'est le groupement de gendarmerie départementale) et la section à l'échelon de l'arrondissement (aujourd'hui c'est la compagnie). Dans l'organisation actuelle, la compagnie s'intercale entre la brigade (ou la communauté de brigades) et le groupement.
On trouve également des escadrons dans la gendarmerie départementale : les escadrons départementaux de sécurité routière. Créés au XXe siècle, ils sont rattachés à l'échelon du groupement. Le choix de l'appellation d'escadron semble être dû à la motorisation de ce type d'unités. 
Quant à la gendarmerie mobile, elle s'appelle à l'origine garde républicaine mobile (GRM) et comprend des compagnies mais, lors de l'armistice de 1940, la GRM est dissoute, remplacée (en zone libre) par la Garde et rattachée à la direction de la cavalerie et du train de l'armée. À cette occasion ses compagnies deviennent des escadrons, appellations qui seront conservées lors de son retour dans le giron de la gendarmerie en 1944 sous le nom de garde républicaine (elle ne prendra son nom actuel de gendarmerie mobile qu'en 1954). 
Enfin, la garde républicaine comporte des compagnies dans ses régiments d’infanterie et des escadrons dans son régiment de cavalerie. L’escadron motocycliste appartenait à l’origine au régiment de cavalerie mais il a été rattaché au 1er régiment d'infanterie en 1978. L'ensemble de la garde porte les galons dorés des armes à pied. 
Les formations spécialisées de la gendarmerie (la Gendarmerie maritime, la Gendarmerie de l'air et de l'espace, la Gendarmerie des transports aériens, la Gendarmerie de l'armement, la Gendarmerie de la sécurité des armements nucléaires ne comportent que des compagnies.

## L'escadron dans l'organisation actuelle
De nos jours, la Gendarmerie utilise l’appellation d’escadron pour quatre types d’unités :
- les escadrons de cavalerie de la garde républicaine
- les escadrons de la gendarmerie mobile
- l’escadron motocycliste de la garde républicaine
- les escadrons départementaux de sécurité routière de la gendarmerie départementale

### Les escadrons de cavalerie de la garde républicaine

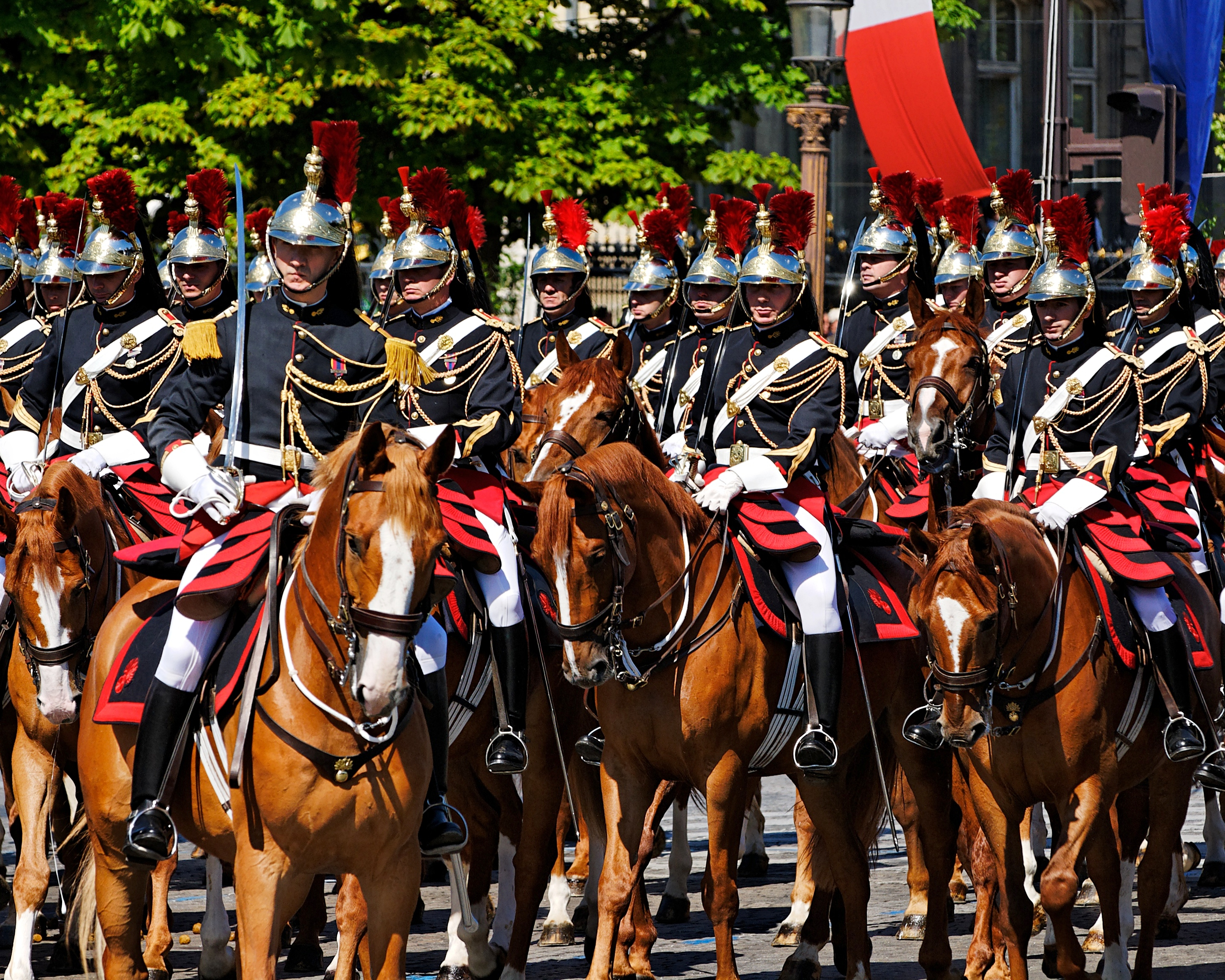
Escadron de cavalerie de la Garde républicaine sur les Champs-Élysées, Paris)

Le régiment de cavalerie de la garde républicaine, qui est la dernière unité à cheval des forces armées française , comprend quatre escadrons : trois dits "de marche" et un autre escadron, simplement qualifié de quatrième escadron, plus particulièrement spécialisé dans la sécurité publique . 
Chaque escadron de marche, commandé par un capitaine ou un chef d'escadron, compte un effectif d’environ 115 hommes et femmes, répartis en  trois pelotons. Le quatrième escadron comprend notamment deux groupes (Paris et Marseille) et des postes à cheval permanents ainsi que différents services du régiment (maréchaux-ferrands, artisans etc.) .  
En dehors des services d’honneur, cérémonies et autres défilés, les cavaliers du régiment participent aux autres missions de sécurité de la gendarmerie, notamment – mais pas exclusivement - dans les espaces boisés et les parcs de la région parisienne. Pour ces missions, les escadrons mettent en œuvre des patrouilles équestres, des escouades (3 à 6 cavaliers) ou des pelotons d’intervention à cheval.

### Les escadrons de gendarmerie mobile (EGM)

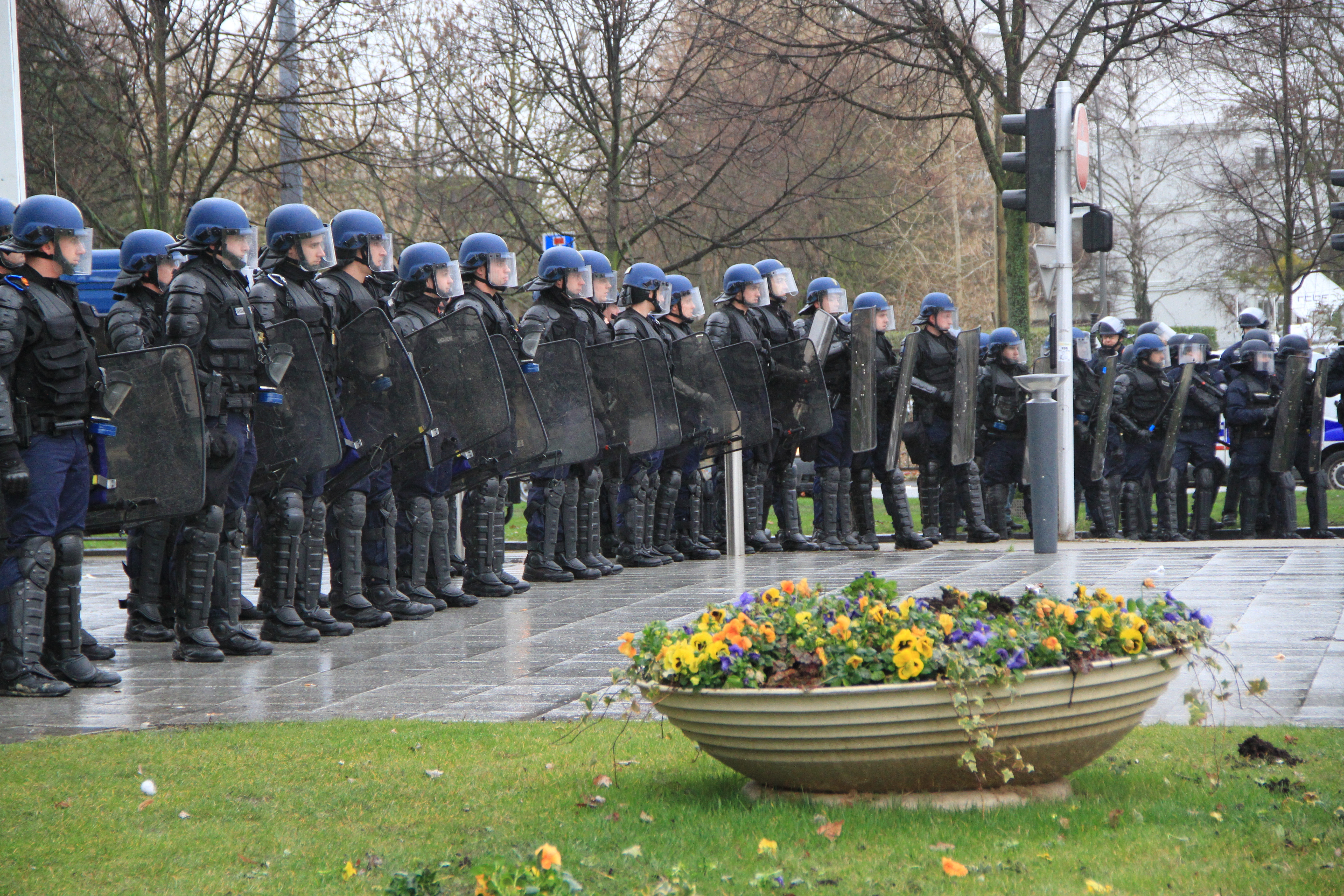
Escadron de gendarmerie mobile lors d'une manifestation

Ce sont des unités autonomes entraînées pour le maintien et le rétablissement de l’ordre et, plus généralement, pour les situations demandant des effectifs nombreux (par exemple services d'ordre, battues lors de recherches de personnes etc.).
Les EGM fournissent également des renforts ponctuels ou saisonniers à la gendarmerie départementale et assurent, par roulement, des missions permanentes de sécurité (par exemple en région parisienne ou dans les DOM-COM). 
Depuis 2025, la gendarmerie mobile compte 116 escadrons,, commandés chacun par un capitaine ou un chef d'escadron. L'échelon supérieur est le groupement de gendarmerie mobile qui comprend entre cinq et onze escadrons, sous les ordres d'un lieutenant-colonel ou d'un colonel ou d'un général de brigade. 
Un escadron compte environ 110 militaires, répartis entre un peloton hors rang et quatre pelotons de marche dont un peloton d'intervention . Sur le terrain, un escadron déploie en général un groupe de commandement et trois ou quatre pelotons de seize gendarmes.
Chaque escadron dispose d'un véhicule de commandement et de neuf véhicules de transport de groupe (deux par pelotons de marche, trois pour le peloton d'intervention). Les escadrons du groupement blindé de Gendarmerie mobile de Satory et certains escadrons implantés en province sont également dotés de véhicules blindés VIPG Centaure.  
Les escadrons de marche  interviennent sur l’ensemble du territoire métropolitain et outre-mer et ils peuvent participer aux opérations extérieures (OPEX) à côté des autres forces armées. 
Lorsque la situation nécessite l'emploi coordonné de plusieurs escadrons, ceux-ci sont regroupés au sein d'un Groupement Tactique de Gendarmerie ou GTG  (plus de 2 escadrons) ou un Groupement opérationnel de maintien de l'ordre ou GOMO (2 GTG ou plus), commandé par un commandant de groupement de gendarmerie mobile.

### L'escadron motocycliste de la garde républicaine

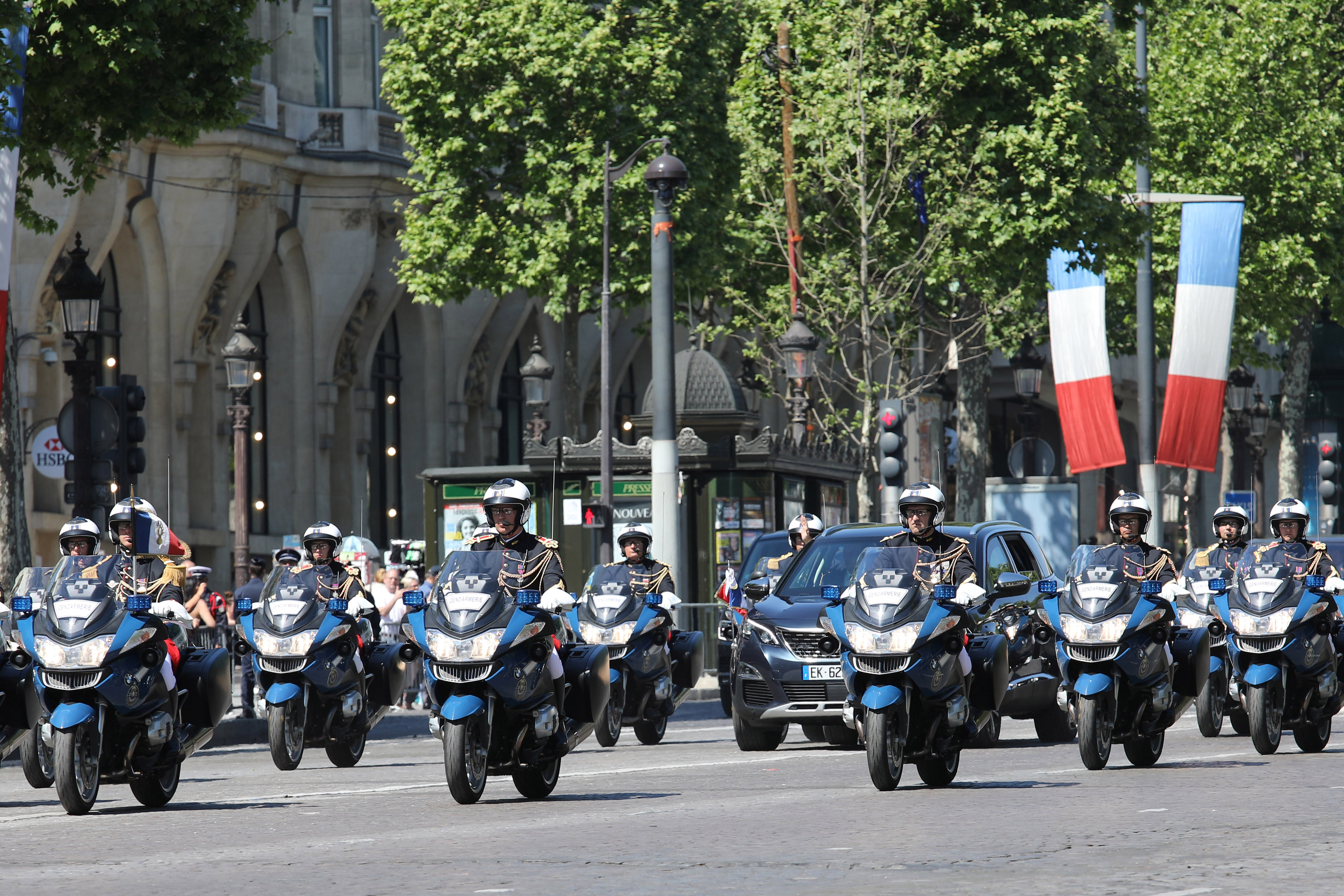
Escorte présidentielle - 8 mai 2018

La Garde républicaine a comporté un embryon d’unité motocycliste dès 1935 quand un peloton motocycliste avait été créé au sein du groupe spécial autonome de la garde républicaine mobile de Satory pour assurer les escortes du président de la République. La création de l’escadron motocycliste actuel remonte à 1952 lorsque la mise en service du nouvel aéroport d’Orly, trop loin de la capitale, a imposé le remplacement du cheval pour l’escorte des chefs d’États et autres visiteurs de marque. 
Commandé par un capitaine ou un chef d'escadron, et composée d’un peloton hors rang et de trois pelotons d’escorte, l’escadron, d’un effectif de 98 personnels est basée à la caserne de Rose, à Dugny en Seine-Saint-Denis. Il était à l’origine rattaché au régiment de cavalerie mais fait actuellement partie du 1er régiment d’infanterie de la Garde républicaine.
La mission principale de l’escadron est l’escorte du chef de l’État mais il remplit également d’autres missions spécialisées (escortes, convoyages, etc.) et il accompagne traditionnellement le Tour de France cycliste ainsi que d’autres épreuves sportives.
L’escadron comporte une équipe d’acrobatie qui présente des évolutions non conventionnelles et très spectaculaires lors des manifestations publiques. Il présente également un carrousel motocycliste inspiré par les carrousels équestres.

### Les escadrons départementaux de sécurité routière de la gendarmerie départementale (EDSR)

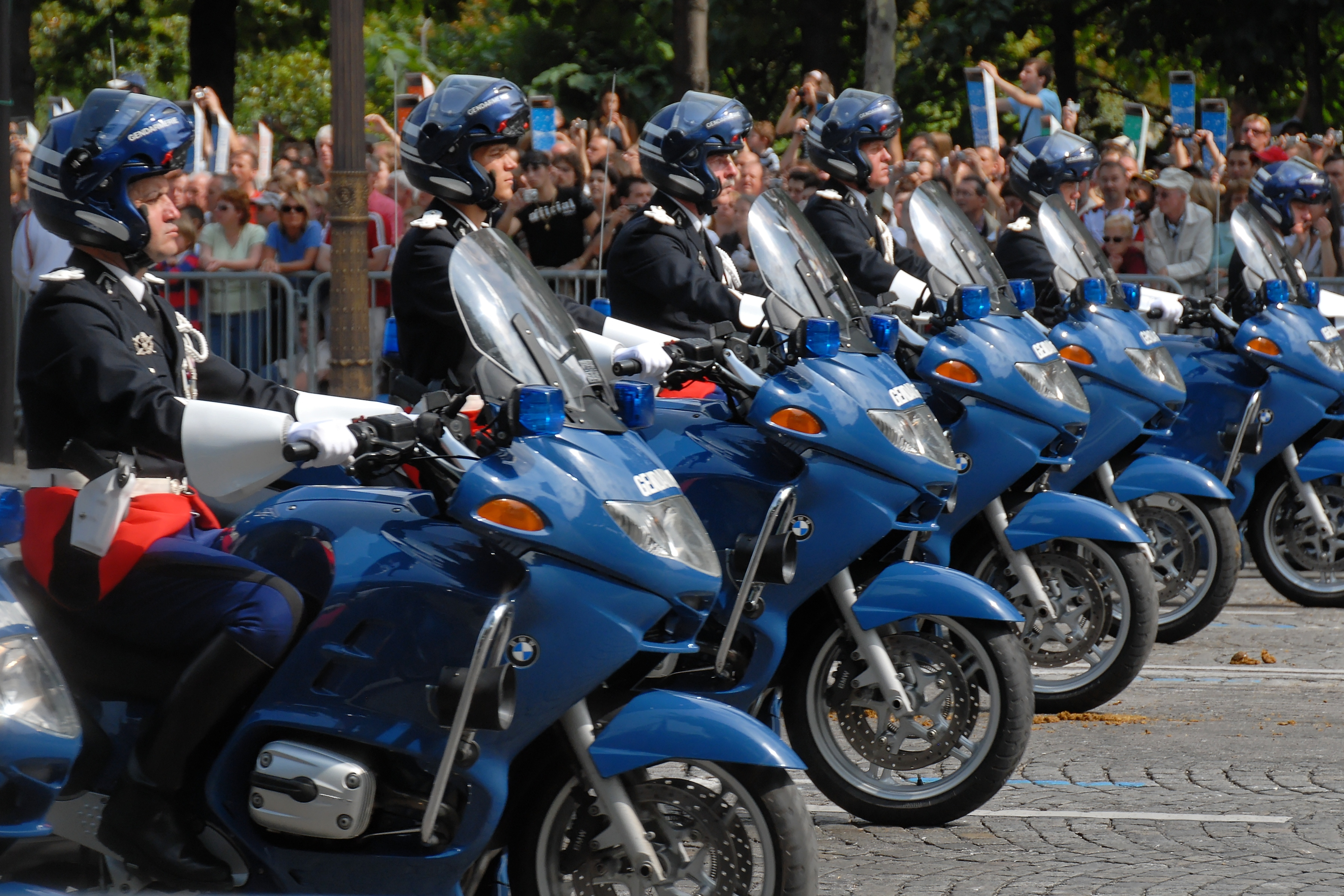
Motocyclistes d'un EDSR de la gendarmerie départementale

Depuis 1999, chaque groupement de gendarmerie départementale compte un EDSR, dont les composantes sont  réparties sur l’ensemble du département concerné. Le commandement est assuré par un capitaine ou un chef d’escadron.
L’équipement comprend des véhicules d’intervention et des motocyclettes. 
La composition de chaque escadron, comme ses effectifs, varient avec la taille du département et de l’importance de son réseau routier et autoroutier. En fonction de ces spécificités, l’escadron peut comprendre des brigades motorisées mais également des pelotons motorisés, des pelotons d’autoroute et des brigades rapides d’intervention.
Par exemple, pour le département du Loiret, l’Escadron Départemental de Sécurité Routière d’Orléans comprend une brigade rapide d'intervention à Orléans, deux pelotons d'autoroute à Orléans et à Pannes ainsi que quatre brigades motorisées basées à Orléans, Pithiviers, Montargis et Briare.
À noter qu’avant 1999, les unités d’autoroutes étaient regroupées au sein d’escadrons d’autoroutes mais ces derniers ont disparu avec la création des EDSR (voir ci-dessous).

## Unités dissoutes (liste non exhaustive)
- les escadrons d'autoroute de la gendarmerie départementale (remplacés par les EDSR à partir de 1999 - voir ci-dessus).
- l'escadron parachutiste d'intervention de la gendarmerie nationale (EPIGN 1984-2007), intégré dans le nouveau GIGN en 2007.
- l'escadron parachutiste de la gendarmerie mobile (EPGM 1971-1983), qui était l'ancêtre direct de l'EPIGN.
- Les escadrons dérivés de gendarmerie mobile (EDGM – 1962-1998), unités largement constituées de réservistes créées dans le cadre de la Défense opérationnelle du territoire (DOT) pendant la guerre froide. Chaque escadron de marche devant constituer un EDGM lors de la mobilisation des réserves.
- Les escadrons de réserve de la gendarmerie mobile (ERGM 1998-2015). Ces 46 unités étaient constituées de réservistes qui n'étaient pas autorisés à servir au maintien de l'ordre mais employés sur des missions de service d'ordre lors de grands événements ou en renfort d'unités de la Gendarmerie départementale. Les ERGM ont été dissous en 2015 dans le cadre de la réforme de la réserve opérationnelle de la Gendarmerie et les réserves des gendarmeries départementale et mobile ont été fusionnées pour constituer 367 compagnies de réserve territoriales ou CRT (dont 19 outre-mer)[6].

À noter également que différentes unités prévôtales ont porté l'appellation d'escadron, notamment à Berlin (escadrons de sécurité) et en Indochine (escadrons prévôtaux).